# Тонді (Таллінн)
Тонді (ест. Tondi) — мікрорайон у районі Крістійне міста Таллінна, столиці Естонії.

## Географія

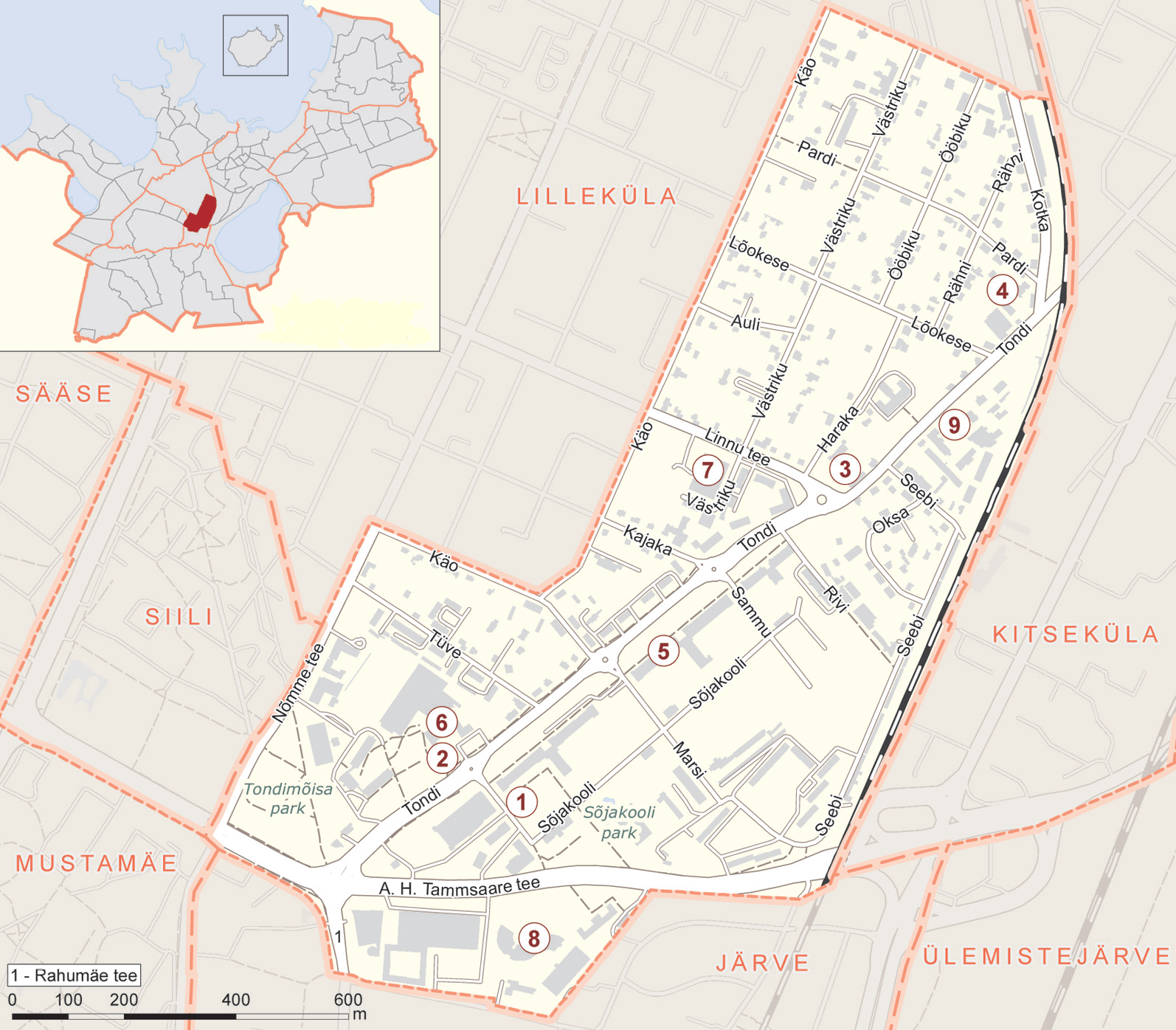
Карта мікрорайону Тонді

Розташований у центральній частині Таллінна. Площа — 1,33 км2.
Через Тонді проходить залізниця Таллінн — Кейла.

## Вулиці
Територією мікрорайону проходять вулиці Аулі, Вястрику, Кампрі, Каяка, Кітсекюла, Котка, Кяо, Лінну, Лиокезе, Марсі, Нимме, Окса, Парді, Рахумяе, Ріві, Ряхні, Самму, Сеебі, Сиякоолі, А. Г. Таммсааре, Тонді, Тюве, Харака, Еебіку.
Вулиці в тій частині мікрорайону, яка межує з мікрорайоном Ліллекюла, здебільшого носять «пташині» назви: Каяка (ест. Kajaka) — Чайкова, Котка (ест. Kotka) — Орлина, Лінну (ест. Linnu) — Пташина, Парді (ест. Pardi) — Качина, Ряхні (ест. Rähni) — Дятлова.

## Громадський транспорт
У Тонді походять маршрути міських автобусів № 12 і 13 (зупинки Retke tee і Sõjakooli), 17 і 17А (зупинка Tüve).
У мікрорайоні розташована залізнична платформа Тонді, на якій зупиняються приміські потяги західного напрямку компанії Elron.

## Населення
| Чисельність населення | Чисельність населення | Чисельність населення | Чисельність населення | Чисельність населення | Чисельність населення | Чисельність населення | Чисельність населення | Чисельність населення | Чисельність населення | Чисельність населення | Чисельність населення | Чисельність населення | Чисельність населення |
| 2008                  | 2010                  | 2011                  | 2012                  | 2013                  | 2014                  | 2015                  | 2016                  | 2017                  | 2018                  | 2019                  | 2020                  | 2021                  | 2022                  |
| --------------------- | --------------------- | --------------------- | --------------------- | --------------------- | --------------------- | --------------------- | --------------------- | --------------------- | --------------------- | --------------------- | --------------------- | --------------------- | --------------------- |
| 3326                  | ▲3401                 | ▲3416                 | ▲3470                 | ▲3501                 | ▲3733                 | ▲3862                 | ▲3953                 | ▲3989                 | ▲4082                 | ▲4086                 | ▲4102                 | ▲4289                 | ▲4393                 |

## Історія
Мікрорайон названо ім'ям мера Таллінна (на той час — Ревеля) Йобста Дунте (1569—1615). Тут була його літня миза (нім. Dunten), будівлі якої знесено в 1970-х роках. Парк, розташований поруч із резиденцією, частково зберігся.
Пізніше в Тонді були й інші літні мизи (Sprinckthal, Fahrenholz). 1910 року тут побудовано армійські казарми.
1933 року відкрито залізничний зупинний пункт «Тонді» (3,7 км від Балтійського вокзалу); потім сюди продовжили трамвайну лінію.

## Галерея

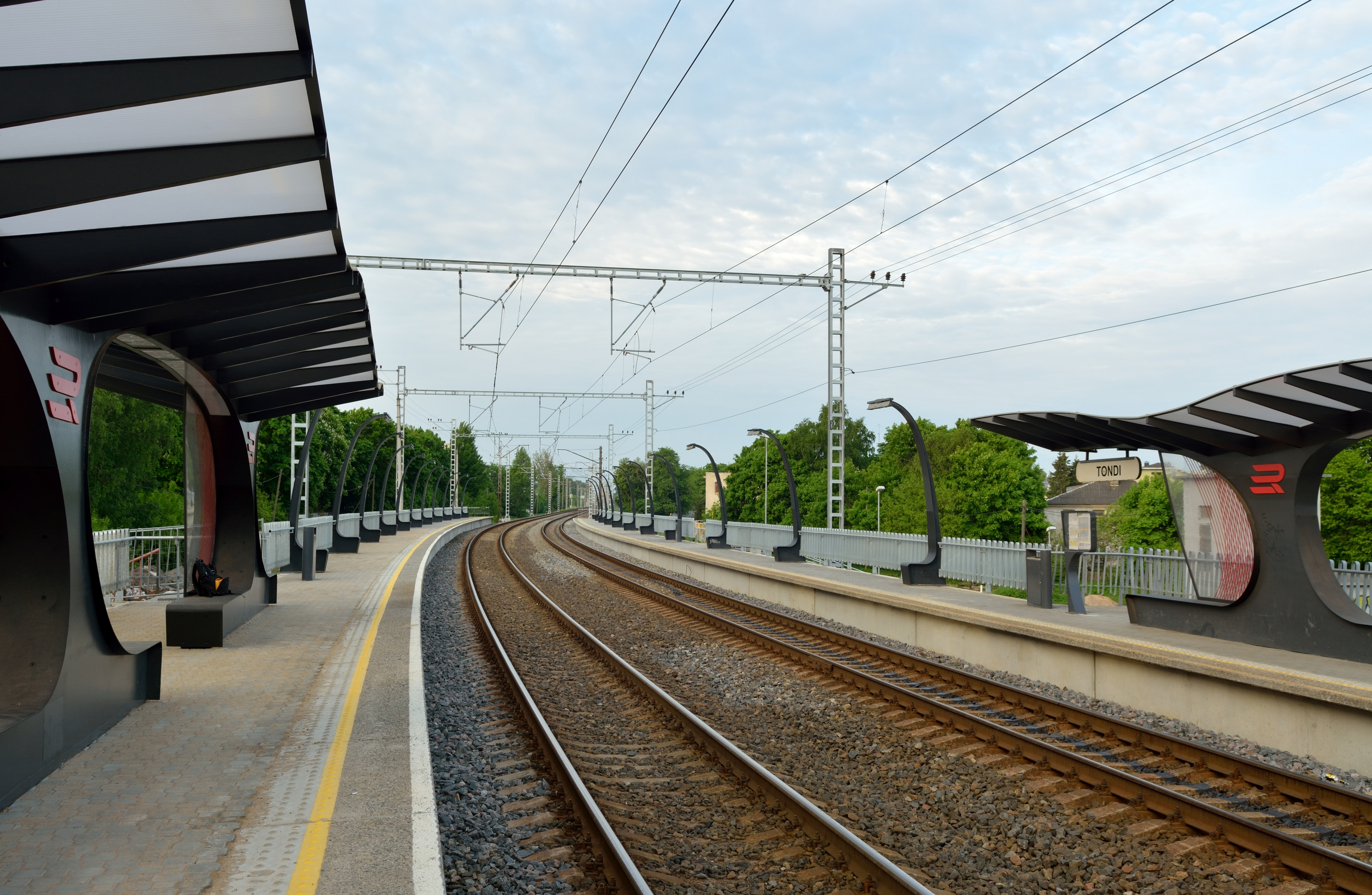
Залізнична платформа Тонді
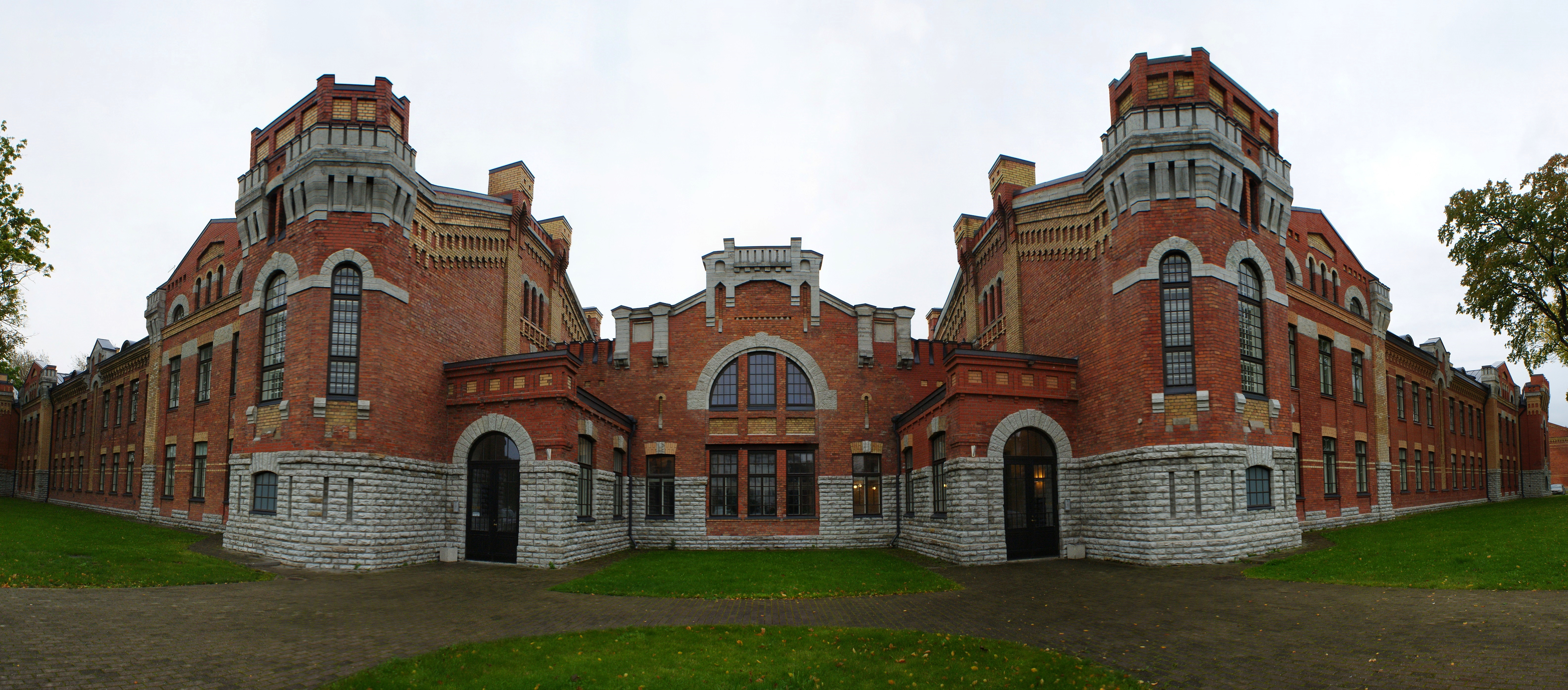
Казарми Тонді
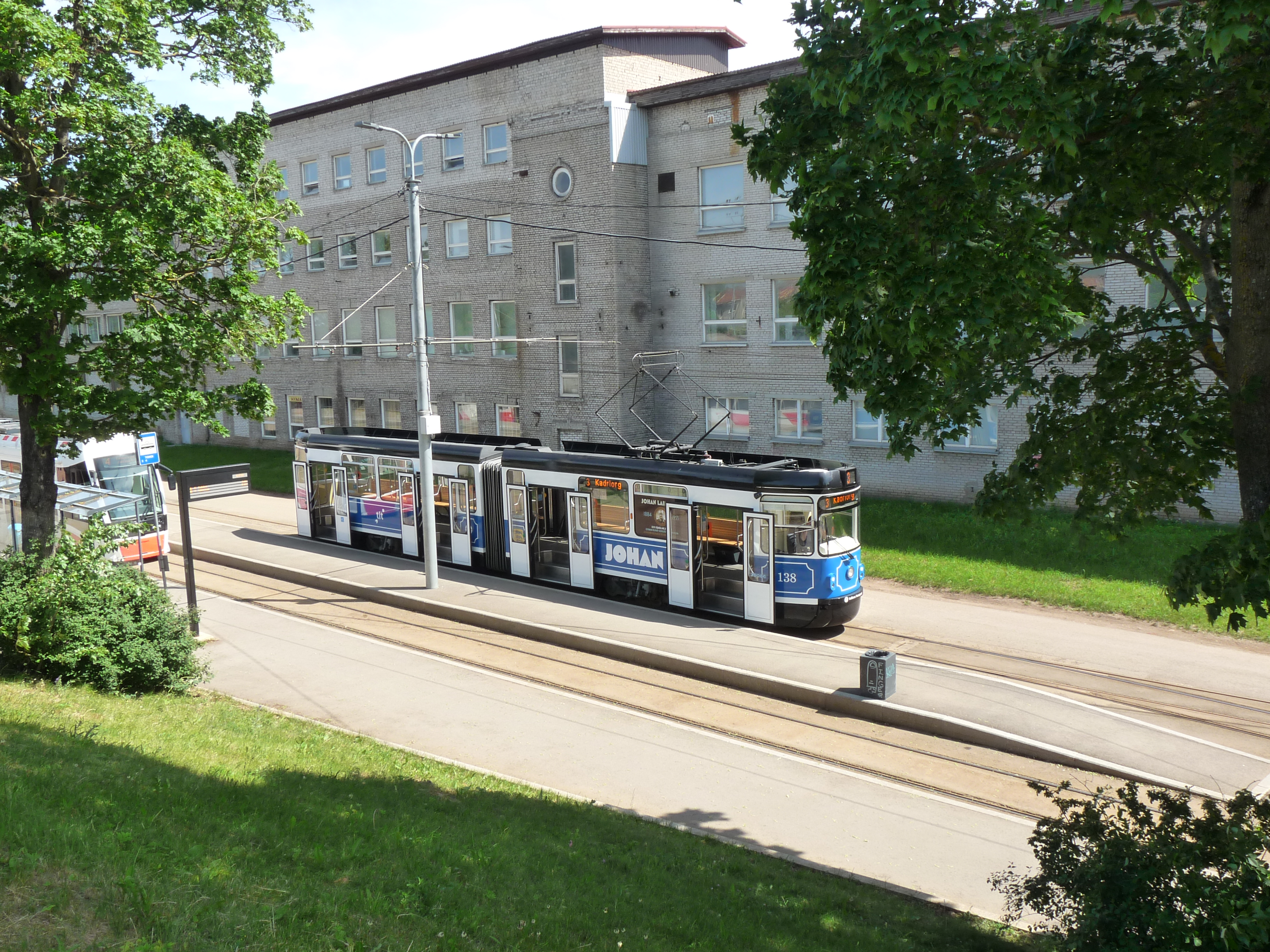
Кінцева зупинка трамваїв у Тонді
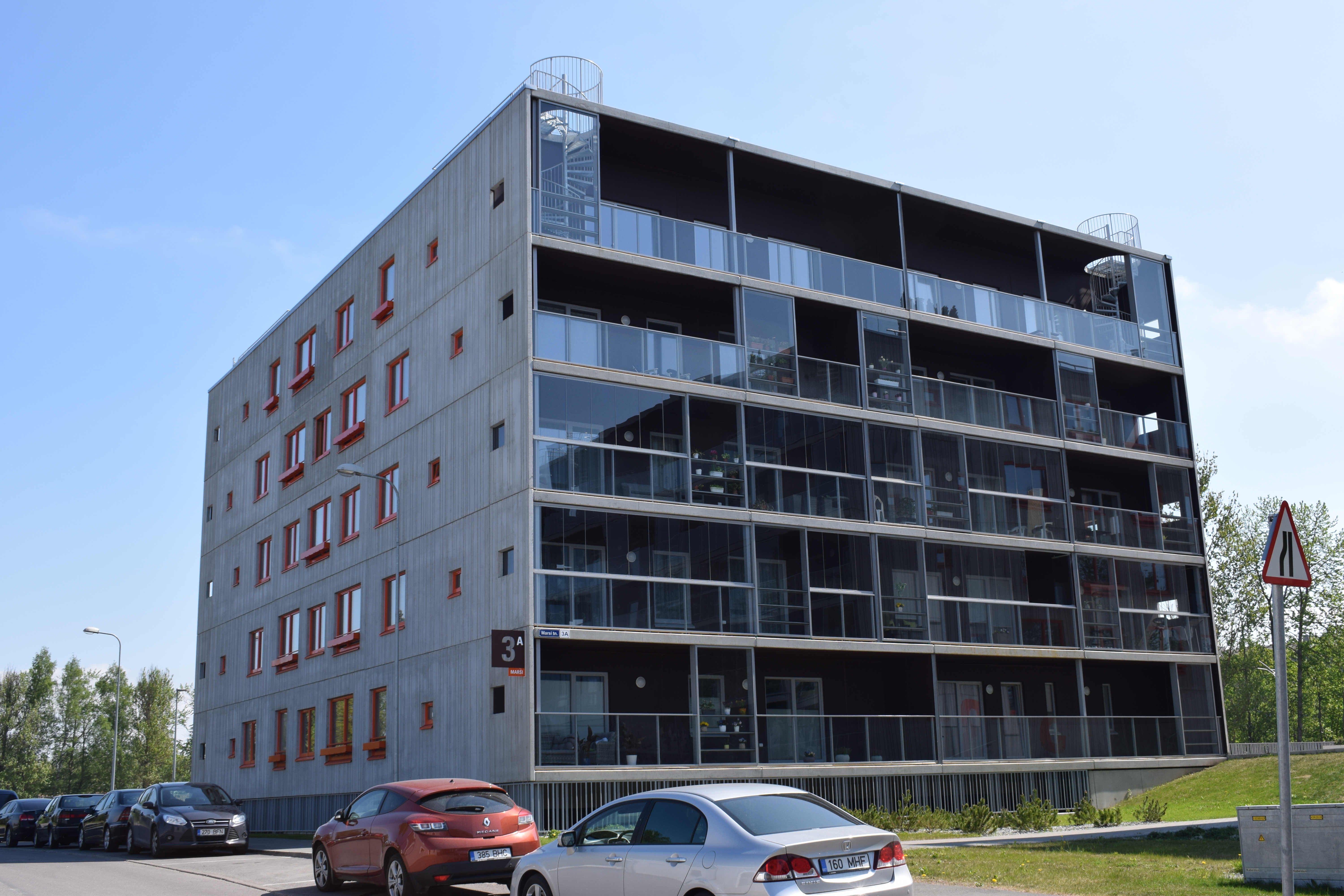
Новий житловий будинок на вулиці Марсі
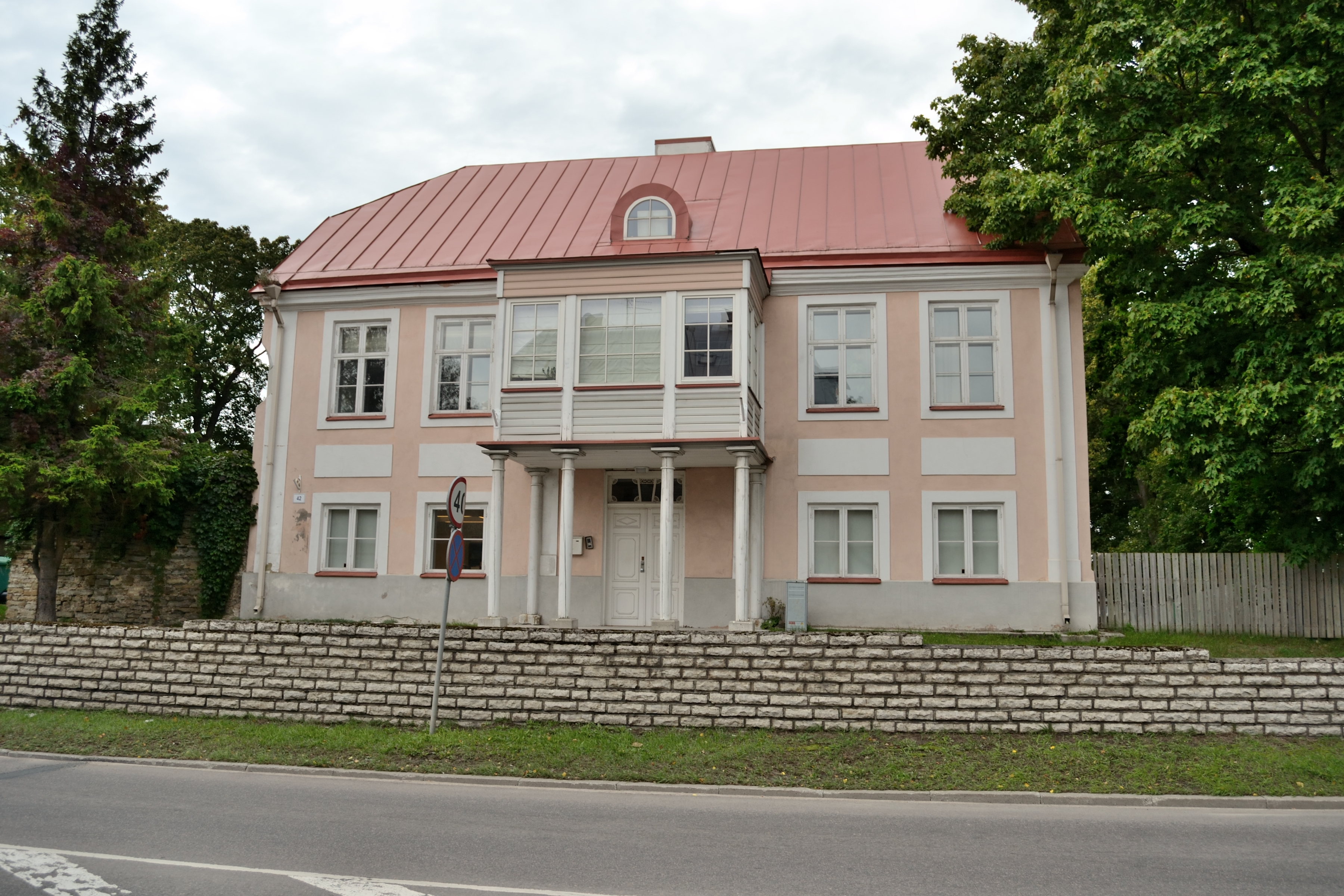
Літня миза Шпринктал (пам'ятка культури)